# 米爾維爾 (肯塔基州)
米爾維爾（英語：Millville）是位於美國肯塔基州伍德福德縣的一個非建制地區。

## 地理
米爾維爾所處的海拔為高於海平面174米（即571英呎），而該地所採用的時區為UTC-5，即北美東部時區（EST）。同時該地設有夏令時間，為UTC-5調快一小時，即UTC-4（EDT）。